# Echinocereus parkeri
Echinocereus parkeri ist eine Pflanzenart in der Gattung Echinocereus aus der Familie der Kakteengewächse (Cactaceae). Das Artepitheton parkeri ehrt den Briten David Parker, den Begründer der britischen „Echinocereus Reference Collection“.

## Beschreibung
Echinocereus parkeri wächst vieltriebig und bildet kompakte Polster oder offene Gruppen. Die verjüngten oder zylindrischen Triebe sind bis zu 15 Zentimeter lang und weisen Durchmesser von 2 bis 6 Zentimeter auf. Es sind sechs bis zehn Rippen vorhanden, die gehöckert sind. Die ein bis acht anfangs dunklen, dann bald glasig weiß bis gelblich werdenden Mitteldornen weisen eine Länge von 2 bis 6,5 Zentimeter auf. Die sechs bis 18 sehr schlanken und meist glasigen Randdornen sind 0,7 bis 1,2 Zentimeter lang.
Die trichterförmigen Blüten sind magentafarben bis tiefrosafarben und besitzen einen weißen Schlund. Sie erscheinen nahe der Triebspitzen, sind 4,5 bis 5,5 Zentimeter lang und erreichen Durchmesser von 4,5 bis 6 Zentimeter. Die grünen, kugelförmigen Früchte enthalten ein weißes Fruchtfleisch und sind mit abfallenden, glasig weißen Dornen besetzt.

## Verbreitung, Systematik und Gefährdung
Echinocereus parkeri ist in den mexikanischen Bundesstaaten Nuevo León, Tamaulipas, San Luis Potosí und Zacatecas verbreitet.
Die Erstbeschreibung durch Nigel Paul Taylor wurde 1988 veröffentlicht.
Es werden folgende Unterarten unterschieden:
- Echinocereus parkeri subsp. parkeri
- Echinocereus parkeri subsp. arteagensis W.Blum & Mich.Lange
- Echinocereus parkeri subsp. gonzalezii (N.P.Taylor) N.P.Taylor
- Echinocereus parkeri subsp. mazapilensis W.Blum & Mich.Lange

In der Roten Liste gefährdeter Arten der IUCN wird die Art als „Least Concern (LC)“, d. h. als nicht gefährdet geführt.

## Nachweise